# Tomasz Wieszczycki
Tomasz Witold Wieszczycki, född den 21 december 1971 i Łódź, Polen, är en polsk fotbollsspelare som tog OS-silver i fotbollsturneringen vid de olympiska sommarspelen 1992 i Barcelona.